# Hans Däscher
Hans Däscher (29 giugno 1930) è un ex saltatore con gli sci svizzero.

## Biografia
Suo padre Hans Däscher, era cantoniere a Davos, e di Ursina Däscher, nata Nerina Mottolini, cittadina italiana. Anche suo fratello, Andreas Däscher, fu saltatore con gli sci di caratura internazionale e partecipò a quattro edizioni consecutive dei Giochi olimpici invernali da Sankt Moritz 1948 al Squaw Valley 1960.
Rappresentò la Svizzera ai Giochi olimpici di Oslo 1952, dove si classificò 20º nel trampolino.